# Peterson (Iowa)
Peterson és una població dels Estats Units a l'estat d'Iowa. Segons el cens del 2000 tenia 372 habitants.

## Demografia
Segons el cens del 2000, Peterson tenia 372 habitants, 181 habitatges, i 106 famílies. La densitat de població era de 463,3 habitants/km².
Dels 181 habitatges en un 22,1% hi vivien nens de menys de 18 anys, en un 52,5% hi vivien parelles casades, en un 5% dones solteres, i en un 40,9% no eren unitats familiars. En el 37,6% dels habitatges hi vivien persones soles el 25,4% de les quals corresponia a persones de 65 anys o més que vivien soles. El nombre mitjà de persones vivint en cada habitatge era de 2,06 i el nombre mitjà de persones que vivien en cada família era de 2,68.
Per edats la població es repartia de la següent manera: un 19,1% tenia menys de 18 anys, un 6,5% entre 18 i 24, un 21,2% entre 25 i 44, un 22,3% de 45 a 60 i un 30,9% 65 anys o més.
L'edat mediana era de 46 anys. Per cada 100 dones de 18 o més anys hi havia 92,9 homes.
La renda mediana per habitatge era de 30.000 $ i la renda mediana per família de 35.577 $. Els homes tenien una renda mediana de 28.500 $ mentre que les dones 20.179 $. La renda per capita de la població era de 16.932 $. Entorn del 2,9% de les famílies i el 10,3% de la població estaven per davall del llindar de pobresa.

## Poblacions més properes
El següent diagrama mostra les poblacions més properes.